# Bruzdowiórek
Bruzdowiórek (Aeretes) – rodzaj ssaków z podrodziny wiewiórek (Sciurinae) w obrębie rodziny wiewiórkowatych (Sciuridae). 

## Zasięg występowania
Rodzaj obejmuje jeden żyjący współcześnie gatunek występujący w środkowej i wschodniej Chińskiej Republice Ludowej.

## Morfologia
Długość ciała (bez ogona) 275–355 mm, długość ogona 275–362 mm; brak szczegółowych danych dotyczących masy ciała.

## Systematyka
Rodzaj zdefiniował w 1940 roku amerykański zoolog Glover Morrill Allen na łamach Natural History of Central Asia. Na gatunek typowy wyznaczył (oznaczenie monotypowe) bruzdowiórka chińskiego (A. melanopterus).

### Etymologia
Aeretes: gr. αηρ aēr, αερος aeros ‘powietrze’; przyrostek -τες -tes ‘mający związek z’.

### Podział systematyczny
Do rodzaju należy jeden występujący współcześnie gatunek:
- Aeretes melanopterus (Milne-Edwards, 1867) – bruzdowiórek chiński

Opisano również gatunku wymarłe z pliocenu Chińskiej Republiki Ludowej:
- Aeretes grandidens Zheng Shaohua, 1993[11]
- Aeretes premelanopterus Zheng Shaohua, 1993[12]